# Zálogát adtad, ó Jézus
A Zálogát adtad, ó Jézus az Oltáriszentségről szóló egyházi ének. Dallamát Zsasskovszky Endre, szövegét Tárkányi Béla írta.

## Kotta és dallam
| Zálogát adtad, ó Jézus, örök szeretetednek Rendelvén e nagy Szentséget és adván tieidnek. Hogy teveled egyesüljünk s téged viszontszeressünk, Örök hála és imádás légyen azért nevednek.                          | Irgalmadban nem vizsgáltad a mi gyarlóságunkat, És ellened elkövetett sok hálátlanságunkat. Megmenteni így akartál, azért értünk meghaltál, Eltörölvén a keresztfán régi adósságunkat.                           |
| S hogy halálod szent emlékét mindennap megülhessük, Hagytad ezt a nagy Szentséget, hogy magunkhoz vehessük. Csodálatos kincset adtál, és közöttünk maradtál. Véghetetlen jóságodért, add, hogy mindig szeressünk. | Így magadhoz édesgettél, kegyes Jézus, bennünket. Add, hogy tőled semmi többé el ne vonja szívünket. E Szentségben légy oltalmunk, érted éljünk és haljunk. Üdvözítőnk, áldd meg, kérünk, e szent feltételünket. |

## Felvételek
- Ave Maria + Zálogát adtad... YouTube (2010. július 18.)  (Hozzáférés: 2017. február 6.) (videó) 3:01-től.
- Zálogát adtad,ó Jézus.. Kántor Peti  YouTube (2016. november 26.)  (Hozzáférés: 2017. február 6.) (videó)
- SzVU 142. YouTube (2011. január 1.)  (Hozzáférés: 2017. február 6.) (audió) orgona előjáték
- Zálogát adtad - Oltáriszentségről - H142. www.szolgalohittan.hu (Hozzáférés: 2017. február 6.) (audió) arch